# Yu-Mex

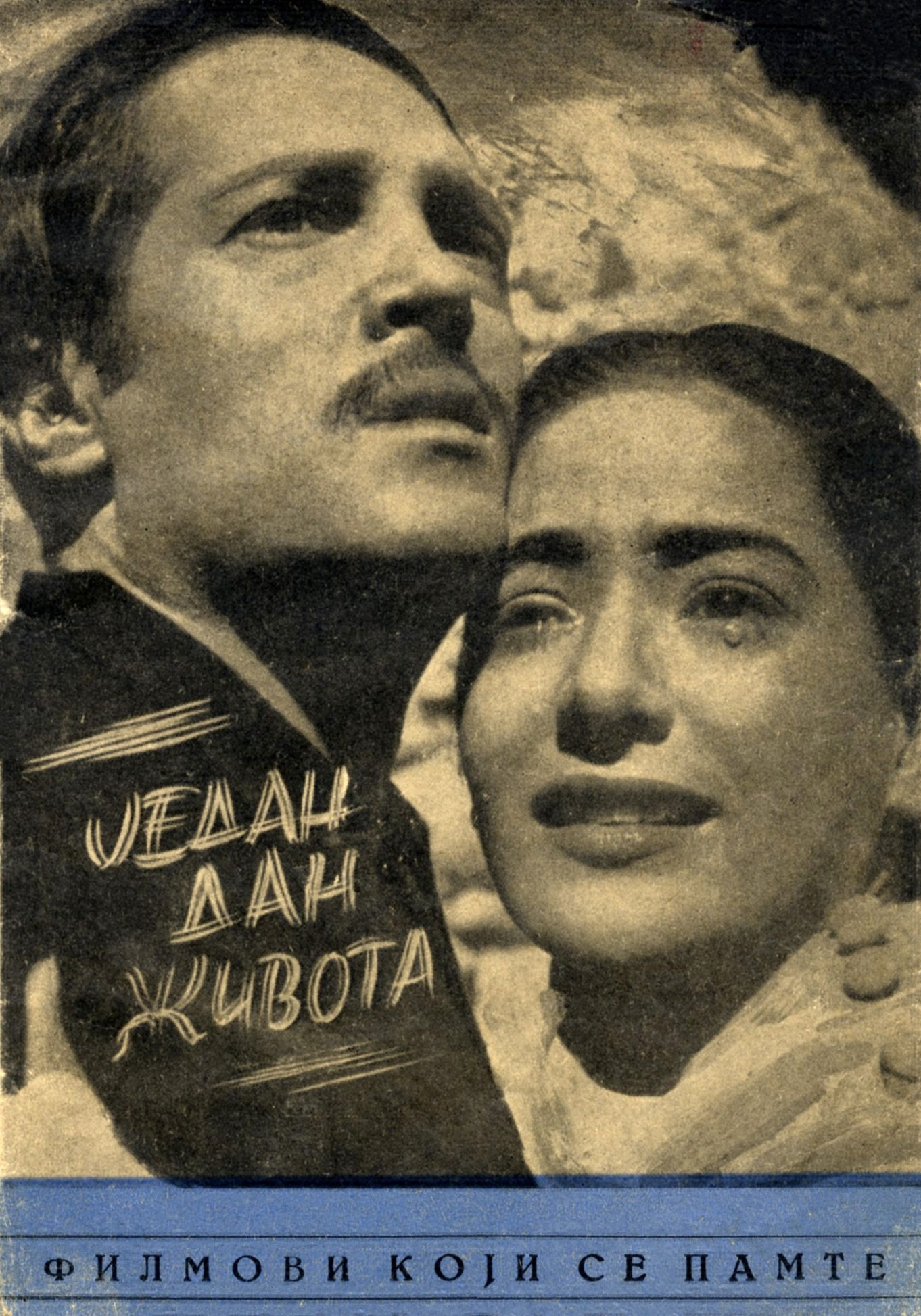
Okładka jugosłowiańskiej broszury promującej lokalną premierę filmu Un día de vida z 1950 r., znanego w Jugosławii jako Jedan dan života. Na zdjęciach gwiazdy Roberto Cañedo i Columba Domínguez.

Yu-Mex (skrzyżowanie wyrazów „jugosłowiański” i „meksykański”) – styl muzyki popularnej w Socjalistycznej Federalnej Republice Jugosławii, oparty na elementach tradycyjnej muzyki meksykańskiej (np. mariachi i ranchera). Szczyt popularności tego gatunku przypada na lata pięćdziesiąte i sześćdziesiąte XX wieku.

## Historia
Bezpośrednio po wojnie Jugosławia nie dysponowała rozbudowanym przemysłem filmowym, przez co większość filmów importowano ze Związku Radzieckiego. Po rozłamie wśród państw socjalistycznych w 1948 r., w kraju zaprzestano wyświetlania filmów radzieckich. Jednocześnie przywódca Jugosławii, Josip Broz Tito, ze względu na kwestie ideologiczne nie chciał, aby jego kraj importował amerykańskie filmy. W rezultacie do jugosłowiańskich kin wprowadzono meksykańskie produkcje, często gloryfikujące rewolucję meksykańską i przedstawiające zwykłych Meksykanów jako powstających przeciwko uciskającemu państwu meksykańskiemu, co uczyniło je na tyle „rewolucyjnymi”, że można było je wyświetlać w kraju socjalistycznym. Dostrzeżono wiele podobieństw między walką prowadzoną przez partyzantów jugosłowiańskich podczas II wojny światowej a walką partyzantów walczących podczas rewolucji meksykańskiej.
Pierwszym meksykańskim filmem, który miał swoją premierę w Jugosławii, był dramat Un día de vida z 1950 r. (Jedan dan života), który stał się wielkim hitem. Jego fabuła - dotycząca egzekucji buntownika podczas rewolucji meksykańskiej - doprowadziła wielu jugosłowiańskich widzów do łez spowodowanych ich własnymi, podobnymi doświadczeniami z czasów II wojny światowej.
Popularne stały się również inne, mniej polityczne filmy meksykańskie, takie jak komedie i romanse. Wielu młodych Jugosłowian często naśladowało styl meksykańskich gwiazd filmowych, a wśród muzyków popularne stało się wykonywanie tradycyjnych meksykańskich piosenek - zarówno po hiszpańsku, jak i po serbsko-chorwacku. Po latach 70. zainteresowanie powoli osłabło.
Do znanych wykonawców Yu-Mex tamtej epoki należeli Nikola Karović, Slavko Perović, Ljubomir Milić i jego zespół Paloma (aka Palomci, wśród nich Rade Todosijević), Miroslava Mrđa, Đorđe Masalović, Ana Milosavljević, Trio Tividi, Manjifiko, Nevenka Arsova i inni. Piosenki Yu-Mex wykonali także inni znani piosenkarze i muzycy, tacy jak Predrag Cune Gojković i Mišo Kovač.